# Наске, Франтишек
Франтишек Ксавье Наске (чеш. František Xaver Naske, род. 2 июня 1884 г. Прага — ум. 22 августа 1959 г. Прага) — чешский художник, дизайнер и иллюстратор.

## Биография
Начальное образование Ф.Наске получил в Адамове у Брна. Позднее учился в пражской Академии изобразительного искусства у профессоров Рубалика и Швайгера. После окончания учёбы совершил поездки в Нидерланды, Бельгию и Великобританию (Лондон). Известен в первую очередь как портретист, изображал в своих работах известных личностей начала XX столетия. Кроме этого, создавал и разрабатывал художественные костюмы и маски.
Ф. Наске был женат на известной чешской актрисе Ружене Насковой.

## Избранные работы
- Дама в чёрном (акварель)
- Летящий ангел
- Кокетка (акварель)
- Девочка на берегу
- Наталья Яворска — первая стюардесса чешской авиации
- Женщина с гитарой
- Портрет Ружены Насковой
- Нищие